# Miscophus albufeirae
Miscophus albufeirae (лат.) — вид песочных ос рода Miscophus из подсемейства Crabroninae (триба Miscophini).

## Распространение
Палеарктика: Венгрия, Греция, Испания, Кипр, Португалия, Франция; Кыргызстан, Россия, Турция.

## Описание
Длина тела около 4 мм. Основная окраска тела чёрная. Жвалы, усики и ноги частично красно-коричневые. Переднебазитарзальные шипы короче половины диаметра лапок. Передние голени красные, по крайней мере вентрально. Мандибулы полностью красные. Дорс проподеума мелко микроскульптурирован, его боковые части с мелкой и плотной диагональной полосой. Апикальный клипеальный край разделён на три части.

## Таксономия и этимология
Вид был впервые описан в 1952 году португальским энтомологом Nuno Freire de Andrade по типовым материалам из Португалии. Видовое название происходит от имени места типового обнаружения: около Albufeira Lagoon (Португалия).